# Cathédrale de Nidaros
La cathédrale de Nidaros est la cathédrale de la ville de Trondheim en Norvège.
Construite à l'emplacement de la tombe du roi de Norvège saint Olaf, tué à la bataille de Stiklestad le 29 juillet 1030, elle est située au bord de la rivière Nidelva et regorge sur sa façade de sculptures gothiques, principalement érigées lors de la reconstruction de la cathédrale au XIXe siècle.
Siège d'un diocèse catholique, puis de l'archidiocèse de Nidaros, de 1030 jusqu'en 1537, il s'agit aujourd'hui de la cathédrale médiévale la plus septentrionale, ainsi que la seconde plus importante, en taille, de Scandinavie. Aux côtés de la cathédrale, on trouve le palais de l'archevêque.
Elle est aujourd'hui de nouveau le siège d'un diocèse de l'Église de Norvège qui est de confession luthérienne.

## Historique

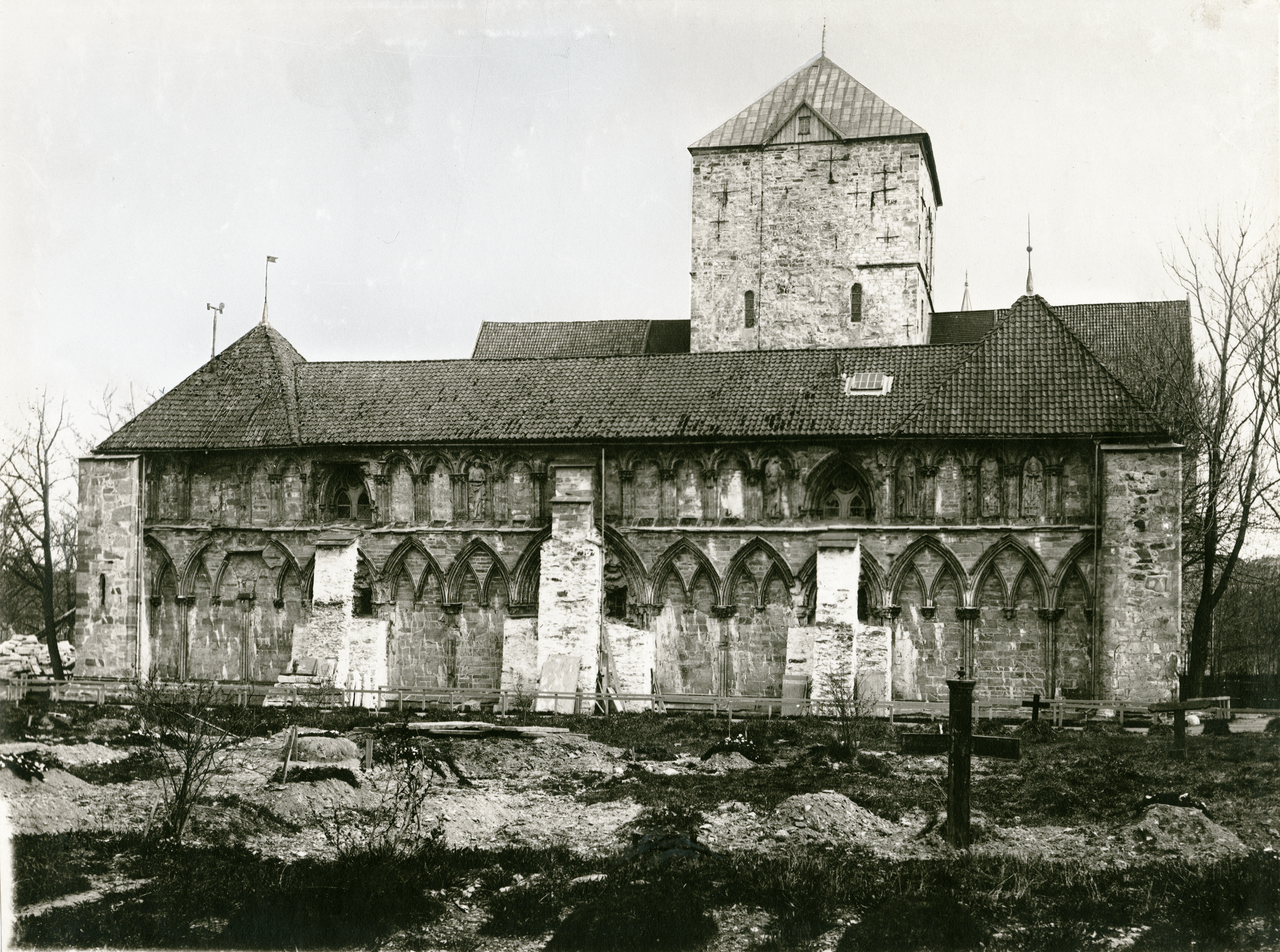
Cathédrale de Nidaros : vestiges de la façade ouest avant la reconstruction.

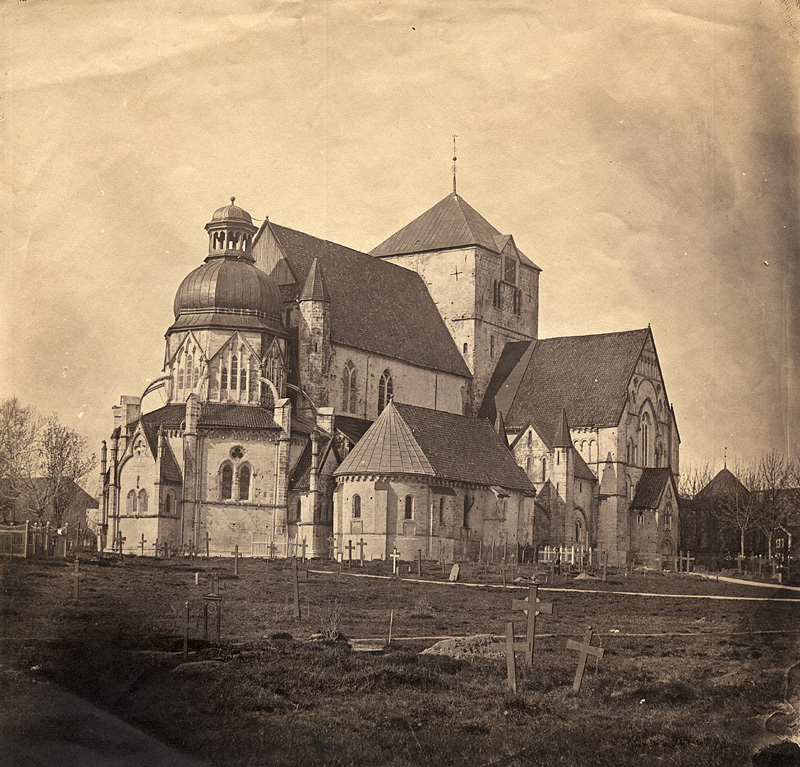
Le chœur et le transept en 1857, avant le début des travaux de reconstruction de 1869.

Commencée en 1070, la construction de la cathédrale s'étend jusqu'aux alentours de l'an 1300. Elle subit un incendie en 1328, puis un autre en 1531, qui détruisit le transept et la partie ouest de la nef. En 1709, une fois de plus, la cathédrale est ravagée par les flammes, puis elle est frappée par la foudre en 1719.
La reconstruction du monument commence en 1869 sous la direction de l'architecte allemand Heinrich Ernst Schirmer (en), puis des Norvégiens Christian Christie (en) et Henrik Bull. La restauration, terminée dans les années 1900, prend officiellement fin en 2001.

## Importance au Moyen Âge

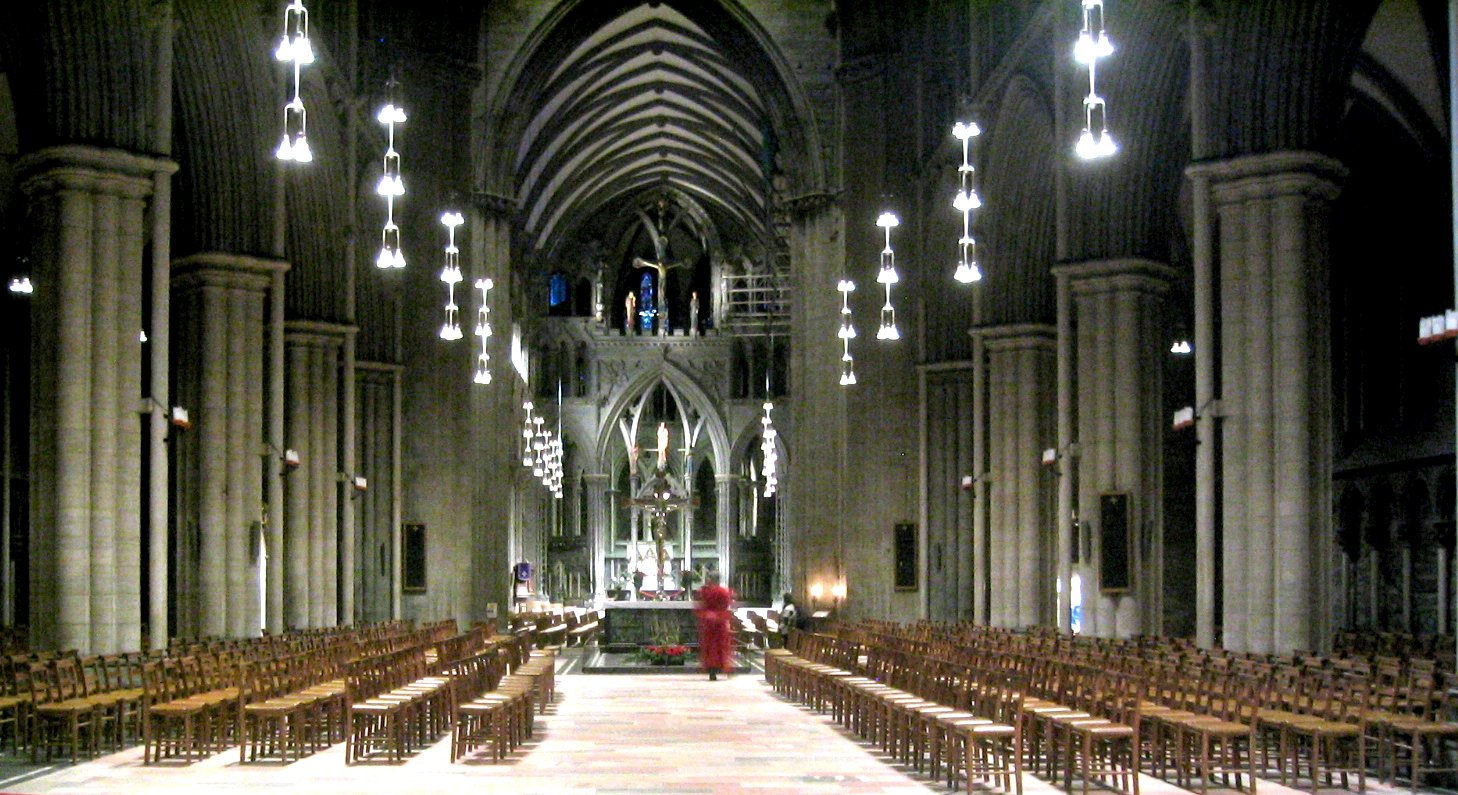
L'intérieur de la cathédrale : la nef.

Durant le Moyen Âge, et depuis l'indépendance en 1905 (date où la Norvège s’affranchit de la Suède), la cathédrale accueille le sacre des rois de Norvège. Au Moyen Âge, elle fera de Trondheim l'un des lieux de pèlerinage chrétien les plus populaires avec Jérusalem, Rome et Saint-Jacques-de-Compostelle, le plus important de Scandinavie, lieu de convergence des routes en provenance d'Oslo et des régions suédoises du Jämtland et du Värmland.
Elle est devenue cathédrale luthérienne au moment de la Réforme protestante.

## De nos jours

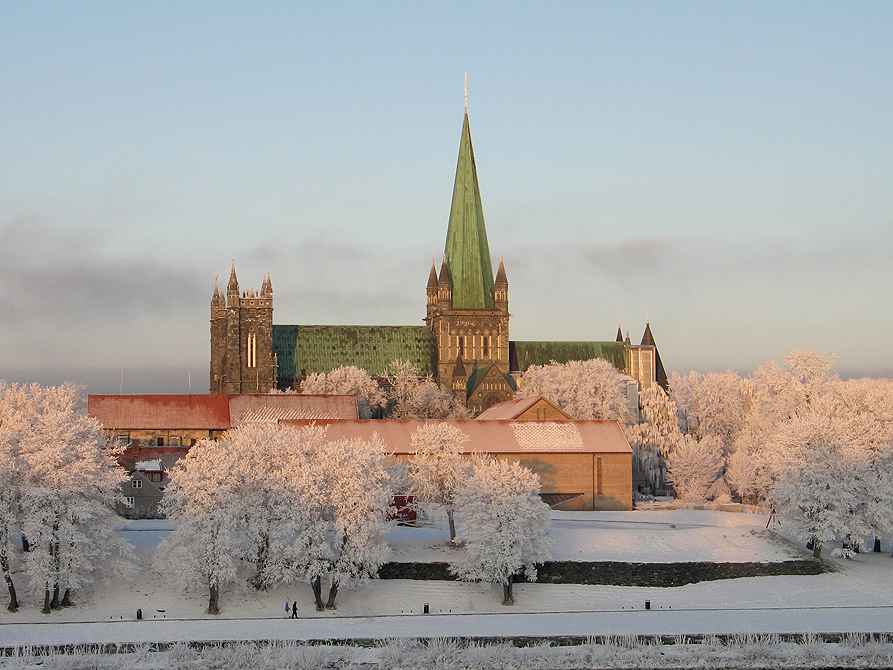
La cathédrale, vue depuis la rive sud de la Nidelva.

Le roi Haakon VII fut le dernier roi à être couronné dans la cathédrale. Depuis Olav V en 1957, le couronnement est remplacé par une consécration. En 1991, le roi Harald V et la reine Sonja furent consacrés dans la cathédrale. Le 24 mai 2002, leur fille, la princesse Märtha Louise y épousa l'écrivain Ari Behn.
De nos jours, la route de pèlerinage menant au tombeau de saint Olaf est restaurée. Elle porte le nom de Sankt Olavs vei (le « chemin de saint Olaf » en français). La route principale, qui mesure environ 640 km, débute à Oslo en direction du nord, passe par le lac Mjøsa, franchit la vallée de Gudbrandsdalen et la chaîne de montagnes du Dovrefjell, emprunte enfin la vallée d'Oppdal pour aboutir à la cathédrale, à Trondheim.